# Nicolai Müller
Nicolai Müller (Lohr am Main, 25 maggio 1987) è un ex calciatore tedesco, di ruolo centrocampista.

## Carriera

### Club

#### Le giovanili e le prime esperienze
Cresce calcisticamente nell'Eintracht Frankfurt e nel Spielvereinigung Greuther Fürth.
Con il Greuther Furth gioca 64 presenze e 16 gol con la squadra B e 69 presenze e 13 gol con la prima squadra fino al 2011, con anche un prestito nel 2009 al Sportverein 1916 Sandhausen (18 partite e 5 gol).

#### Il Magonza e l'Amburgo
Nel 2011 passa al Magonza con cui gioca 76 partite segnando ben 20 gol ( e 1 partita con 1 gol con la squadra riserve) fino alla cessione nel 2014.
Nell'estate 2014 passa all'Amburgo. Ha segnato il goal del 2-1 al 114' minuto, dopo che l'andata era terminata 1-1, nella partita di ritorno dello spareggio 2014-2015, che ha permesso all'Amburgo di rimanere in Bundesliga.
Alla prima giornata della stagione 2017-2018, Müller segna il gol decisivo per la vittoria contro l'Augusta ad appena otto minuti da inizio gara: a causa di un'esultanza troppo veemente, il giocatore si rompe il legamento crociato, condannandosi ad uno stop di 7 mesi.

### Nazionale
Nel 2013 ha esordito con la Germania.